# تیم ملی والیبال مردان آلمان
تیم ملی والیبال مردان آلمان یک تیم والیبال متشکل از مردان والیبالیست کشور آلمان است که به نمایندگی از این کشور در میادین بین‌المللی حاضر می‌شود. آلمان تا به حال یک بار در سال ۱۹۷۰ قهرمان جهان شده و در سال ۲۰۱۴ به مقام سومی رسیده‌است.

## نتایج

### لیگ جهانی والیبال
- ۱۹۹۰ تا ۱۹۹۱ — حضور نداشت
- ۱۹۹۲ — جایگاه ۱۱ام
- ۱۹۹۳ — جایگاه ۸ام
- ۱۹۹۴ — جایگاه ۱۰ام
- ۱۹۹۵ تا ۲۰۰۰ — حضور نداشت
- ۲۰۰۱ — جایگاه ۱۶ام
- ۲۰۰۲ — جایگاه ۹ام
- ۲۰۰۳ — جایگاه ۱۰ام
- ۲۰۰۴ تا ۲۰۰۹ — حضور نداشت
- ۲۰۱۰ — جایگاه ۹ام
- ۲۰۱۱ — جایگاه ۱۱ام
- ۲۰۱۲ — جایگاه ۵ام
- ۲۰۱۳ — جایگاه ۷ام